# بسپاولوفسکی
بسپاولوفسکی (به لاتین: Bespalovsky) یک منطقهٔ مسکونی در روسیه است که در سرزمین آلتای واقع شده‌است.